# 钱王祠
30°14′42″N 120°09′11″E / 30.24500°N 120.15306°E
钱王祠位于中国浙江省杭州市西湖东岸柳浪闻莺公园内，始建于北宋熙宁十年，供奉吴越国三世五代国王，原称表忠观，清代以后则通称为钱王祠。清代康熙帝、乾隆帝在此留有「保障江山」和「忠順遺庥」等御題。

## 图片
- 正门
- 五王殿
- 钱王祠内景
- 钱镠像
- 钱王祠旁五牌坊
- 钱王祠内供奉的钱镠像

## 沿革
- 宋熙寧十年（1077年）十月，於西湖東岸建「表忠觀」以紀念五代十國時吳越國王錢鏐。蘇軾並作《表忠觀碑記》。
- 1957年，列为杭州市文物保护单位，文革中被毁。
- 2003年重建，占地11300平方米，建筑面积4600平方米。重建後有銅獻殿、功臣堂、五王殿（正殿）及古戲臺等。並重新列为杭州市文物保护单位。[1][2][3]

## 碑記
蘇軾撰書的《表忠觀碑記》，是宋代書法史上的名碑。碑記敍述了吳越國三代錢王在天下大亂、民不聊生的五代時期，奉行中原正朔，不失臣節，消弭兵戈，安居人民，最終納土歸宋的歷史陳蹟，以「有德於斯民厚」，「有功於朝廷甚大」褒揚歷代錢王功業：
「熙寧十年十月戊子，資政殿大學士、右諫議大夫、知杭州軍事臣言：故越國王錢氏墳廟，及其父、祖、妃、夫人、子孫之墳，在錢塘者二十有六，在臨安者十有一，皆蕪穢不治，父老過之，有流涕者。謹按：故武肅王鏐，始以鄉兵破走黃巢，名聞江淮。複以八都兵討劉漢宏，並越州以奉董昌，而自居于杭。及昌以越叛，則誅昌而並越，盡有浙東西之地，傳其子文穆王元瓘。至其孫忠獻王仁佐，遂破李景兵而取福州。而仁佐之弟忠懿王俶又大出兵攻景，以迎周世宗之師，其後，卒以國入覲。三世四王，與五代相為終始。天下大亂，豪傑蜂起，方是時，以數州之地盜名字者不可勝數，既覆其族，延及於無辜之民，罔有孑遺。而吳越地方千里，帶甲十萬，鑄山煮海，象犀珠玉之富甲於天下，然終不失臣節，貢獻相望於道。是以其民至於老死不識兵革，四時嬉遊，歌舞之聲相聞，至於今不廢。其有德於斯民甚厚。皇帝受命，四方僭亂，以次削平。西蜀江南，負其險遠，兵至城下，力屈勢窮，然後束手。而河東劉氏百戰守死，以抗王師，積骸為城，灑血為池，竭天下之力，僅乃克之。獨吳越不待告命，封府庫，籍郡縣，請吏於朝，視去國如傳舍，其有功於朝廷甚大。昔竇融以河西歸漢，光武詔右扶風修其父祖墳塋，祀乙太牢。今錢氏功德殆過於融，而未及百年，墳廟不治，行道傷嗟，甚非所以勸獎忠臣、慰答民心之義也。臣願以龍山廢佛寺曰妙音院者為觀，使錢氏之孫為道士曰自然者居之。凡墳廟之在錢塘者，以付自然。其在臨安者，以付其縣之淨土寺僧曰道微。歲各度其徒一人，使世掌之。籍其地之所入，以時修其祠宇，封植其草木。有不治者，縣令亟察之，甚者，易其人，庶幾永終不墮，以稱朝廷待錢氏之意。臣昧死以聞。制曰：可。其妙音院賜改名表忠觀。 　銘曰：天目之山，苕水出焉。龍飛鳳舞，萃于臨安。篤生異人，絕類離群。奮挺大呼，從者如雲。仰天誓江，月星晦蒙。強弩射潮，江海為東。殺宏誅昌，奄在吳越。金券玉冊，虎符龍節。大城其居，包絡山川。左江右湖，控引島蠻。歲時歸休，以燕父老。曄如神人，玉帶球馬。四十一年，寅畏小心。厥篚相望，大貝南金。五胡昏亂，罔堪托國。三王相承，以符有德。既獲所歸，弗謀弗咨。先王之志，我維行之。天祚忠孝，世有爵邑。允文允武，子孫千億。帝謂守臣，治其祠墳。毋俾樵牧，愧其後昆。龍山之陽，巋焉斯宮。匪私于錢，惟以勸忠。非忠無君，非孝無親。凡百有位，視此刻文。」

## 題詠
- 錢王祠  （明•張岱）

扼定東南十四州，五王並不事兜鍪。

英雄球馬朝天子，帶礪山河擁冕旒。

大樹千株被錦紱，錢塘萬弩射潮頭。

五胡紛擾中華地，歌舞西湖近百秋。  

- 錢王祠 （清•鮑之蕙）

老樹鴉歸碧殿昏，霸圖渺渺弔忠魂。

生降潮水韜弓弩，死愛湖山長子孫。

姓字不隨煙浪逝，功勳猶見蘇碑存。

至今陌上花開日，緩緩人還唱墓門。